# ATP Praga 1997 - Qualificazioni doppio
Le qualificazioni del doppio  dell'ATP Praga 1997 sono state un torneo di tennis preliminare per accedere alla fase finale della manifestazione. I vincitori dell'ultimo turno sono entrati di diritto nel tabellone principale. In caso di ritiro di uno o più giocatori aventi diritto a questi sono subentrati i lucky loser, ossia i giocatori che hanno perso nell'ultimo turno ma che avevano una classifica più alta rispetto agli altri partecipanti che avevano comunque perso nel turno finale.
Le qualificazioni del doppio del torneo ATP Praga 1997 prevedevano 4 coppie partecipanti di cui una è entrata nel tabellone principale.

## Teste di serie
1. Andrei Pavel /  Eyal Ran (ultimo turno)

1. Brandon Coupe /  Trey Phillips (primo turno)

## Qualificati
1. Radek Štěpánek  /   Michal Tabara

## Tabellone

### Legenda
| - Q = Qualificato - WC = Wild card - LL = Lucky loser | - ALT = Alternate - SE = Special Exempt - PR = Protected Ranking | - w/o = Walkover - r = Ritirato - d = Squalificato |

|  | Primo turno | Primo turno                  | Primo turno                  | Primo turno | Primo turno |  |  | Ultimo turno | Ultimo turno                 | Ultimo turno | Ultimo turno | Ultimo turno |  |
|  |             |                              |                              |             |             |  |  |              |                              |              |              |              |  |
|  | 1           | Andrei Pavel Eyal Ran        | 4                            | 6           | 6           |  |  |              |                              |              |              |              |  |
|  |             | Georg Blumauer Devin Bowen   | 6                            | 0           | 2           |  |  | 1            | Andrei Pavel Eyal Ran        | 4            | 6            | 6            |  |
|  |             | Radek Štěpánek Michal Tabara | Radek Štěpánek Michal Tabara | 6           | 7           |  |  |              | Radek Štěpánek Michal Tabara | 6            | 2            | 7            |  |
|  | 2           | Brandon Coupe Trey Phillips  | Brandon Coupe Trey Phillips  | 4           | 5           |  |  |              |                              |              |              |              |  |